# Paul Jeanjean
Paul Jeanjean, né Paul Prudent Jeanjean à Montpellier (Hérault), le 1er novembre 1874, et mort en 1928 ou le 9 janvier 1929 à Beausoleil (Alpes-Maritimes), est un musicien, clarinettiste et compositeur français.
Paul Jeanjean a étudié au conservatoire de Paris dans la classe de Cyrille Rose et obtient son premier prix en 1896.
Il fut pendant très longtemps soliste dans l'orchestre de la Garde républicaine, puis joua plus tard au sein de l'Orchestre philharmonique de Monte-Carlo.
En ce qui concerne ses travaux, il est surtout reconnu comme un compositeur d'œuvres pour la clarinette, telles que les Brillantes Variations sur le Carnaval de Venise (1894) dédicacées au clarinettiste Henri Paradis, bien qu'il ait également écrit de la musique pour d'autres instruments (basson, cornet à pistons). Ses compositions pour la clarinette sont principalement des études pour la pratique d'éléments techniques.
Son fils est Maurice Jeanjean (1887-1968), également musicien

## Œuvres
Paul Jeanjean est un compositeur et arrangeur prolifique pour la clarinette. 
Ses œuvres, entre autres, comprennent :
- 18 études de perfectionnement
- 16 études modernes
- 3 volumes de 20 Études chacun connues comme Études progressives et mélodiques
- 25 Études techniques et melodiques, en 2 volumes
- “Vade-Mecum” du clarinettiste, 6 études spéciales pour l'assouplissement des doigts et de la langue, (Leduc, 1925)
- Brillantes variations sur « Le carnaval de Venise », (Paris: E. Gaudet, 1900)[4]
- Au clair de la lune, variations acrobatiques et symphoniques pour clarinette[5]
- Arabesques
- Clair matin
- Duo de concert pour clarinette, clarinette basse et piano, dédicacé à ses amis Henri Paradis de l'opéra de Paris et P. de Sainte-Marie, clarinette basse à Monte Carlo. (Evette & Schaeffer, 1904) (BNF 43063791)[6]
- Son flirt, boston-hésitation. Paroles de E. Gérin. Chant et piano (Monte-Carlo : éditions Paul Jeanjean, 1923) (BNF 43063829)
- Études modernes pour la flûte (Paris, Leduc, n.d.)

## Enregistrements
- Music For Clarinet And Piano, œuvres de Francis Poulenc, André Messager, Horovitz, Paul Jeanjean, Jean Françaix et Bohuslav Martinů, par Julian Bliss, clarinette, et Julien Quentin, piano (2003, EMI Classics)